# Push the Sky Away
Push the Sky Away es el decimoquinto álbum de estudio del grupo australiano Nick Cave & The Bad Seeds, publicado por la compañía discográfica Bad Seed Ltd. en febrero de 2013. Grabado en La Fabrique al sur de Francia, es el primer álbum del grupo en el que no participó Mick Harvey, miembro fundador de The Bad Seeds, que abandonó la formación en enero de 2009, así como el primero con Barry Adamson, también miembro fundador, desde la grabación de Your Funeral... My Trial (1986).

## Grabación
Push the Sky Away fue grabado en La Fabrique, un estudio de grabación en una mansión del siglo XIX en la localidad francesa de Saint-Rémy-de-Provence. El álbum fue también producido por Nick Launay, quien produjo los tres anteriores discos de estudio del grupo —Nocturama (2003), Abattoir Blues/The Lyre of Orpheus (2004) y Dig, Lazarus, Dig!!! (2008)— y los dos álbumes de Grinderman. Imágenes de las sesiones de grabación fueron incluidas en el tráiler oficial de Push the Sky Away, publicado en YouTube antes de la fecha de publicación.

## Composición
En un comunicado de prensa describiendo Push the Sky Away, Nick Cave dijo: «Si tuviera que usar esa metáfora gastada de los álbumes como si fueran niños, entonces Push the Sky Away es el bebé fantasma en la incubadora y los loops de Warren son sus pequeños y temblorosos latidos del corazón». Las canciones del álbum fueron compuestas durante doce meses y «tomaron forma en una libreta modesta» de Cave. La libreta contenía notas sobre las canciones del álbum, que fueron compuestas «buscando curiosidades en Google, estando embelesado por entradas exóticas de Wikipedia fuesen ciertas o no». Al respecto, la canción «We Real Cool» menciona a la propia Wikipedia. Según Cave, las canciones ilustran cómo internet ha influido en «eventos significativos, modas momentáneas y absurdos místicamente teñidos», y cuestiona «cómo podríamos reconocer y asignar peso a lo que es realmente importante».

## Publicación
Push the Sky Away fue publicado el 18 de febrero de 2013 en tres ediciones estándar: CD, LP y descarga digital, además de en edición limitada deluxe CD/DVD y en una caja super deluxe. El primer sencillo del álbum, «We No Who U R», fue publicado como descarga digital el 3 de diciembre, mientras que un segundo sencillo, «Jubilee Street», fue lanzado el 15 de enero de 2013. Push the Sky Away vendió 15 000 copias en su primera semana en los Estados Unidos.
Previo al lanzamiento del álbum, Nick Cave & The Bad Seeds revelaron su intención de tocar en Humphrey's Concerts By the Sea en San Diego (California) el 16 de abril de 2013. El anuncio desató los rumores de que el grupo también tocaría en el Coachella Valley Music and Arts Festival, posteriormente confirmado. El 3 de diciembre de 2012, el grupo anunció una giar por Australia y Norteamérica como promoción de Push the Sky Away. La etapa australiana, de seis conciertos, comenzó el 26 de febrero en Sídney y terminó el 8 de marzo en Brisbane, mientras que la etapa norteamericana comenzó el 14 de marzo en Dallas (Texas) y terminó el 3 de abril en Denver (Colorado). A continuación, se anunciaron varias fechas en festivales musicales europeos, incluyendo conciertos en el Primavera Sound de España, el NorthSide Festival de Dinamarca y el Greenville Music Festival de Alemania.
El grupo estrenó el álbum en directo al completo en el Fonda Theatre de Hollywood, California el 21 de febrero de 2013. El concierto fue emitido en formato streaming en directo en YouTube.

## Recepción
Tras su publicación, Push the Sky Away obtuvo reseñas generalmente positivas de la prensa musical, con un promedio de 81 sobre 100 en la web Metacritic basado en 46 reseñas. Thom Jurek, de Allmusic, calificó Push the Sky Away con tres estrellas y media y comentó que «las canciones contienen simples melodías y arreglos que ofrecen la apariencia de vulnerabilidad y sensibilidad [pero] es dentro de este retrato que eventualmente enseñan sus colmillos y el agudo descontento». En su reseña para The A.V. Club, Jason Heller comentó: «El minimalismo opresivamente hueco es a la vez su mayor inconveniente y su mayor fuerza», y señaló la falta de «química» en la ausencia de Mick Harvey. James Skinner, de BBC, se refirió al álbum como «ciertamente un extraño momento, un disco sutil que el último de The Bad Seeds» y «un LP de peso, convincente y brillante». Por otra parte, Greg Kot, de Chicago Tribune, definió Push the Sky Away como «un álbum sin giros espectaculares», pero «ese "pequeño y tembloroso golpe de corazón", como lo definió Cave, comienza a sonar más fuerte con cada escucha». En su reseña para The Guardian, Dave Simpson otorgó al álbum cuatro de un total de cinco estrellas y lo definió como «cantos fúnebres y música reducida al mínimo que recuerda a Leonard Cohen al frente del minimalismo de James Blake», y lo comparó con The Boatman's Call (1997).
Randall Roberts, de Los Angeles Times, otorgó al álbum tres de un total de cuatro estrellas y comentó que Push the Sky Away «no es un trabajo para ser apreciado por casualidad. Cave se adentra en un mundo de meandros, meditativo, que rara vez ofrecen el tipo de ganchos o ataduras que dictan los singalong». Por otra parte, Jenny Stevens, de NME, describió el álbum como «una obra maestra majestual y desolada» y comentó que la banda «combina la experimentación y la libertad de sus proyectos paralelos con la más tierna composición de Cave», otorgando al álbum una puntuación de nueve sobre diez. Por otra parte, Pitchfork Media dio al álbum una puntuación de ocho sobre diez, y el periodista Stuart Berman elogió «sus ensueños nebulosos construidos sobre ominosas líneas de bajo, nerviosos tics rítmicos e intimidaciones con voces silenciadas». En su reseña para Rolling Stone, Joe Gross comentó que Push the Sky Away «está lleno de pequeños sonidos: bajos pulsantes y sutiles baterías perezosas».

## Lista de canciones
Todas las canciones escritas y compuestas por Nick Cave. 
| N.º | Título                     | Música                                 | Duración |  |
| 1.  | «We No Who U R»            |                                        | 4:04     |  |
| 2.  | «Wide Lovely Eyes»         |                                        | 3:40     |  |
| 3.  | «Water's Edge»             | Nick Cave, Warren Ellis, Thomas Wydler | 3:49     |  |
| 4.  | «Jubilee Street»           |                                        | 6:35     |  |
| 5.  | «Mermaids»                 |                                        | 3:49     |  |
| 6.  | «We Real Cool»             |                                        | 4:18     |  |
| 7.  | «Finishing Jubilee Street» | Nick Cave, Warren Ellis, Thomas Wydler | 4:28     |  |
| 8.  | «Higgs Boson Blues»        |                                        | 7:50     |  |
| 9.  | «Push the Sky Away»        |                                        | 4:07     |  |

| Edición digital de iTunes |                                                      |          |  |
| N.º                       | Título                                               | Duración |  |
| 10.                       | «The Making of Push the Sky Away» (Video documental) | 6:40     |  |

| Sencillo 7" (edición deluxe) |                   |                                        |          |  |
| N.º                          | Título            | Música                                 | Duración |  |
| 1.                           | «Needle Boy»      |                                        | 4:04     |  |
| 2.                           | «Lightning Bolts» | Nick Cave, Warren Ellis, Thomas Wydler | 3:42     |  |

| DVD (edición deluxe) |                           |                                        |          |  |
| N.º                  | Título                    | Música                                 | Duración |  |
| 1.                   | «Needle Boy» (Video)      |                                        | 4:04     |  |
| 2.                   | «Lightning Bolts» (Video) | Nick Cave, Warren Ellis, Thomas Wydler | 3:42     |  |

## Personal
| Nick Cave and the Bad Seeds - Nick Cave: voz, piano, piano eléctrico - Warren Ellis: violín, viola, guitarra tenor, flauta, sintetizador, loops, coros - Martyn P. Casey: bajo (1–6, 8), coros - Barry Adamson: bajo(7, 9) coros - Conway Savage: coros - Thomas Wydler: batería y coros - Jim Sclavunos: percusión y coros Músicos invitados - George Vjestica: guitarra de doce cuerdas (4, 5), coros (5, 8) - Chris Dauray: saxofón (8) - Jessica Neilson: clarinete (8) - Ryan Porter: trombón (8) - Antonio Beliveau: coros (1, 3, 7, 9) - Aya Peard: coros (1, 3, 7, 9) - Jason Evigan: coros (1, 3, 7, 9) - Natalie Wilde: coros (1, 3, 7, 9) - Martha Skye Murphy: coros (1, 3, 7) - Children Of Ecole Saint Martin: coros (4, 8, 9) | Equipo técnico - Nick Launay: productor musical, mezclas y grabación - Nick Cave and the Bad Seeds: producción - Kevin Paul: grabación - Anna Laverty: grabación, ingeniero de sonido - Damien Arlot: asistente de grabación - Thomas Lefèbvre: asistente de grabación - Adam "Atom" Greenspan: asistente de mezclas - Tim Young: masterización - Tom Hingston: diseño - Dominique Issermann: fotografía - Cat Stevens: fotografía |

## Posición en listas
| País              | Lista                          | Posición |
| ----------------- | ------------------------------ | -------- |
| Alemania          | German Albums Chart            | 2        |
| Australia         | Australian ARIA Albums Chart   | 1        |
| Austria           | Austrian Ö3 Albums Chart       | 1        |
| Bélgica (Flandes) | Belgian Albums Chart           | 1        |
| Bélgica (Valonia) | Belgian Albums Chart           | 5        |
| Canadá            | Canadian Albums Chart          | 20       |
| Dinamarca         | Danish Albums Chart            | 1        |
| Estados Unidos    | Billboard 200                  | 29       |
| Estados Unidos    | Billboard Alternative Albums   | 8        |
| Estados Unidos    | Billboard Independent Albums   | 6        |
| Estados Unidos    | Billboard Rock Albums          | 9        |
| Estados Unidos    | Billboard Tastemaker Albums    | 1        |
| Países Bajos      | Dutch Albums Chart             | 1        |
| Finlandia         | Finnish Albums Chart           | 5        |
| Francia           | French SNEP Albums Chart       | 7        |
| Irlanda           | Irish Albums Chart             | 3        |
| Irlanda           | Irish Independent Albums Chart | 1        |
| Italia            | Italian FIMI Albums Chart      | 18       |
| Nueva Zelanda     | New Zealand RIANZ Albums Chart | 1        |
| Noruega           | Norwegian Albums Chart         | 2        |
| Polonia           | Polish OLiS Albums Chart       | 2        |
| Portugal          | Portuguese AFP Albums Chart    | 1        |
| España            | Spanish Albums Chart           | 4        |
| Suecia            | Sverigetopplistan Albums Chart | 3        |
| Suiza             | Swiss Hitparade Albums Chart   | 2        |
| Reino Unido       | UK Albums Chart                | 3        |
| Reino Unido       | UK Independent Albums Chart    | 1        |